# Jakob Vadstrup Larsen
Jakob Vadstrup Larsen (født 30. juli 2003) er en dansk fodboldspiller, der spiller som forsvarsspiller i NordicBet Liga klubben Kolding IF. Han har i løbet af sin professionelle karriere spillet for FC Helsingør og Kolding IF.